# Bearin
Bearin es una localidad española del Valle de Yerri, Navarra. Cuenta con 192 habitantes (2017), siendo la localidad más poblada del municipio gracias a su cercanía a Estella.

## Historia
El asentamiento de Bearin data del siglo XII. Sin embargo su actual localización data de 1904, cuando la localidad se trasladó desde una colina cercana, donde se levanta la ermita de San Esteban, recientemente reconstruida.
En 1802 se describía como situado en cuesta, próximo a monte encinal, con una cosecha de 1000 robos de cereal y 600 cántaros de vino, además de abundantes legumbres y frutas, contando con una población de 71 personas.

## Demografía
| 2000 | 2001 | 2002 | 2003 | 2004 | 2005 | 2006 | 2007 | 2008 |
| ---- | ---- | ---- | ---- | ---- | ---- | ---- | ---- | ---- |
| 145  | 143  | 175  | 186  | 181  | 199  | 193  | 203  | 191  |

## Arte

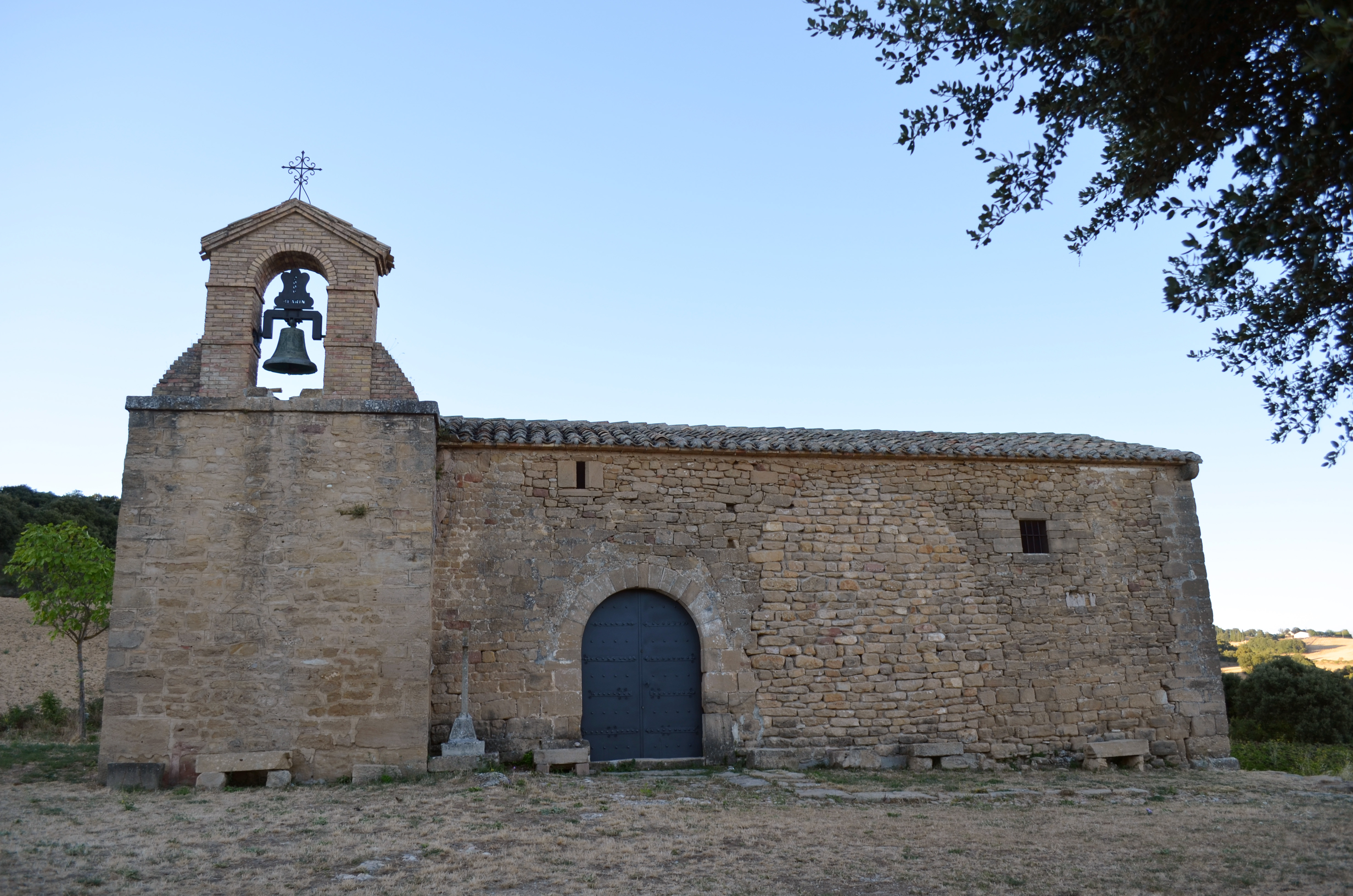
Ermita de San Esteban

- Ermita de San Esteban